# Кутлуг-каган
Кутлуг-каган (д/н — 805) — 7-й каган уйгурів у 795—805 роках. Відомий також як Кутлуг II. В китайських джерелах значиться як Хуасінь-каган.

## Життєпис
Походив з клану Едіз (другого за впливовістю серед уйгурів). При народженні отримав ім'я Кутлуг. У дитинстві став сиротою і був усиновлений уйгурським старійшиною з роду Цзяде з правлячої династії Яглакар. Відзначився у війнах за часів Альп Кутлуг Більге-кагана, що забезпечило йому просування державними щаблями. 782 року призначається великим внутрішнім буюруком з титулом Інанчу-Більге, під яким тривалий час був відомий. В наступні роки виконував низку важливих дипломатичних місій у стосунках з імперією Тан.
790 року очолив військо проти повсталих племен на чолі із шато. На шляху до Бешбалика атакований тибетською армією, внаслідок чого зазнав тяжкої поразки, втративши 2/3 вояків. Невдовзі втрутився в боротьбу в каганаті, де після смерті Кюлюг-кагана владу захопив його молодший брат (ім'я не збереглося). Інанчу-Більге сприяв поразці останнього й оголошенню новим володарем сина Кюлюг-кагана — Кутлуг-Більге. Сам став регентом й фактичним правителем.
У 795 році після раптової смерті кагана, що не мав нащадків, на курултаї Інанчу-Більге було обрано новим каганом. Він зберіг назву правлячої династії Яглакар, прийнявши ім'я Ай Тенгріде Улуг-Болміш Альп Кутлуг Кюлюг Більге-каган («Помазаний Аєм [богом Місяця], хоробрий, благословенний, славетний, мудрий каган»). Був визнаний танським імператором Де-цзуном, отримавши титул Айтенлілоюйлумеймішіхелехупіга-кехань.
Намагаючись зміцнити своє становище відправив до Китаю усіх представників молодших гілок династії Яглакар. також розширив повноваження курултаю, очільників кланів й родів.
Відновив активну зовнішню політику. Спочатку приборкав єнісейських киргизів та шато. У 798 році завдав тяжкої поразки Карлуцькому каганату. За цим переміг тибетську армію ценпо Мутігцанбо. В результаті встановлено владу над державами Карашар і Куча. До 800 року підкорено увесь Таримський басейн, але Кашгар і Хотан зберегли самостійність.
Після відвідування Кучи 803 року відновив маніхейство в якості державної релігії. Разом з тим до 805 року перервав дипломатичні відносини з імперією Тан, ймовірно через смерть. Трон спадкував син Кюлюг-Більге-хан.